# 穂刈正樹
穂刈 正樹（ほかり まさき、1992年5月26日 - ）は、日本の実業家。フリーランス株式会社代表取締役社長。

## 人物
1992年、神奈川県愛甲郡愛川町に、男2人、女1人兄弟の長男として生まれる。バレーボールや野球をしながら育つ。高校2年生の頃に男女混合バレーボールチームを創立し、現在まで運営している。
尊敬する人物は、父・母、黒田 悠介。
高校卒業後は信州大学教育学部に進学したが、第一志望だった横浜国立大学経営学部への思いが断ちがたく、翌年再受験して入学する。この再受験時には1日16時間の受験勉強をしたが、入学後に入試の後期合格者などには自分よりも「頭のいい」学生がいることを知り、挫折を経験したと述べている。大学は会計情報学科（ゼミナールは原俊雄）に所属し、大学祭の開幕をボーカルとして歌ったりした。
その一方、前記の挫折を克服するため資格取得をめざし、日商簿記2級やファイナンシャルプランナー2級に合格するも、「誰でも取れる資格では意味がない」として社会保険労務士に挑戦したが、「資格を取っても自己満足に過ぎない」と考えを再度改める。資格取得をやめて「社会を知るため」として複数の業種で20社のインターンシップに参加した。しかしそれでも自分の希望に合致する企業に出会うことができなかった。
大学卒業後は2016年に地方銀行に就職したものの、画一的な企業生活や体育会系の社風に疑問を感じて3か月で退職する。フリーランスの働き方を模索する中で独学でエンジニアとなる。「Freelance Now」の発起人で運営者だった黒田悠介のことを知って面会し、「フリーランスで食べていけるかどうか」について議論した。穂刈はフリーランスが経験値に関係なく努力すれば生活していける環境作りが必要という結論に至り、黒田との交友の中で「Freelance Now」の運営を黒田から委ねられる。
フリーランスの信用を高めるために法人を設立する構想を2019年には抱いており、 2020年1月にフリーランス株式会社を設立して社長に就任した。
2020年3月のNHKのザ・ディレクソン、4月にNHKのコロナ危機「地域経済　逆境を乗り越えろ」に出演する。

## 来歴
- 2008年3月　愛川町立愛川中原中学校　卒業
- 2011年3月　神奈川県立海老名高等学校　卒業
- 2011年4月　信州大学教育学部教員養成課程　入学
- 2012年2月　信州大学教育学部教員養成課程　中途退学
- 2012年4月　横浜国立大学経営学部会計情報学科　入学
- 2016年4月　横浜国立大学経営学部会計情報学科　卒業
- 2019年4月　日本最大級フリーランスコミュニティ「Freelance Now」代表代行就任
- 2019年9月　大人が本気で遊ぶ会（オンラインコミュニティ）創立
- 2020年1月　フリーランス株式会社　創立・代表取締役社長に就任。